# レッツ・ゴー (ルーターズの曲)
「レッツ・ゴー」（原題： Let's Go (Pony)）は、インストゥルメンタル・グループのルーターズ（The Routers）が1962年に発表したデビュー・シングル。

## 概要
ラニー・ダンカンとロバート・ダンカンによって書かれ、ラニーはザ・スターライターズというグループのメンバーとして「レッツ・ゴー」を1961年にデモで録音したことがあった。同年に結成されたインストゥルメンタル・グループのルーターズのデビュー・シングルに選ばれ、1962年6月に発売された。ドラムはよくハル・ブレインと記されていることが多いが、本当はアール・パーマー。ルーターズのライブ・バンドでベースを弾いていたのは、のちにウォーカー・ブラザーズを結成するスコット・ウォーカー。日本ではベンチャーズの曲としてお馴染み。
同年12月22日付のビルボード・Hot 100で19位を記録し、全英シングルチャートでは32位、キャッシュボックスでは27位を記録した。
1963年、アルバム『Let's Go! With the Routers』の1曲目に収録される。アルバムのカバーが高く舞うチアリーダー3人の写真であることからもわかるとおり、「タン、タン、タタタ、タタタタ（手拍子）、レッツ・ゴー！」という手拍子とかけ声の部分はチアリーディングにすぐに広まり、それは現在まで続いている。
FENの「The Jim Pewter Show」のオープニング・テーマに使用された。また、B面の「Mashy」は大滝詠一のラジオ番組『ゴー・ゴー・ナイアガラ』に一時期使用されていた。